# 42 classici senza tempo
42 classici senza tempo (だれでもアソビ大全?, Daredemo asobi taizen), noto nel Nord America con il titolo Clubhouse Games, è un videogioco per Nintendo DS facente parte della Touch! Generations.

Copertina italiana del gioco

È una raccolta di 42 giochi di diversa natura, alcuni dei quali giocabili tramite Nintendo Wi-Fi Connection fino a 8 giocatori, tra cui sono compresi giochi di carte e da tavolo.
Del videogioco è stato realizzato un seguito per Nintendo Switch dal titolo 51 Worldwide Games.

## Modalità di gioco
I 42 giochi si dividono in 8 categorie:
- Giochi di carte semplici: Asino, Sputo, Dubito, Fan Tan, Memory e Porco
- Giochi di carte intermedi: Blackjack, Peppa tencia, Presidente, Ramino, Scala sette, Ultima carta e Ultima carta più
- Giochi di carte avanzati: Five Card Draw, Texas hold 'em, Nap, Peppa e Bridge
- Giochi da tavolo semplici: Dama cinese, Dama, Punti e caselle, Hasami shogi, Othello, Forza cinque e Battaglia navale
- Giochi da tavolo avanzati: Backgammon, Scacchi, Shōgi, Bellicum e Ludo
- Giochi vari: Scuoti la bottiglia, Domino, Koi-koi e Parole e palloncini
- Giochi d'azione: Bowling, Freccette, Palla 9, Equilibrio e Conquista
- Per un giocatore: Solitario, Fuga e Solitario MahJong

Oltre alla modalità "A piacere", è possibile effettuare un percorso attraverso tutti i giochi disponibili nella modalità "Timbri" o svolgere determinate "Missioni" in cui è necessario raggiungere un determinato obiettivo.

## Accoglienza
La critica giudicò mediamente piuttosto bene la raccolta.
Nella classifica 2006 di IGN arrivò secondo al titolo di miglior gioco multigiocatore offline per Nintendo DS.
Solo nel Regno Unito, secondo ELSPA, raggiunse le 600 000 copie vendute.